# Falmirowice
Falmirowice est une localité polonaise du gmina de Chrząstowice dans la voïvodie et le powiat d'Opole.